# Eva Luna
Az Eva Luna 2010 és 2011 között vetített amerikai telenovella, amit Leonardo Padrón alkotott. A főbb szerepekben Blanca Soto, Guy Ecker, Julián Gil, Vanessa Villela és Susana Dosamantes látható.
A Amerikában2010. november 1-jén az Univision, Magyarországon 2011. szeptember 19-én a TV2 mutatta be.

## Történet
|  | Alább a cselekmény részletei következnek! |

A sorozat a gyönyörű és vonzó Eva González életéről szól. A történet szerint az elbűvölő Eva - akárcsak több százezer sorstársa - emigránsként érkezik Amerikába testvérével és édesapjával, egy jobb élet reményében. A lányt azonban a sors hamarosan szörnyű veszteséggel sújtja, édesapját ugyanis a szeme láttára gázolják halálra. Ekkor megfogadja, hogy akármeddig is tart, de bosszút áll a cserbenhagyón. Mindeközben meg kell birkózzon a beilleszkedés nehézségeivel, a bevándorlókat érő előítéletekkel, emellett pedig mindent megtesz azért, hogy a húgát is támogassa. Hamarosan személyi asszisztensként helyezkedik el Julio Arismendi-nél. Az új munkahelyén aztán első látásra beleszeret az özvegy újságíróba, Daniel Villanueva-ba. Szerelmüket azonban sokan nem nézik jó szemmel, így a cég igazgatónője sem, aki a lányát szánja Danielnek, miközben fia, Leonardo Eva-ba szerelmes. Vajon megtalálja-e Eva az apja gyilkosát és a saját boldogságát?
Eva és Daniel elismerik maguknak és egymásnak is, hogy szeretik egymást. Eva azonban mégis megkéri Danielt, hogy felejtse el őt, hiszen ő már más vőlegénye. De egyikük sem tudja elfelejteni a másikat, mivel a köztük lévő szerelem igaz és mély érzés. Közben Daniel leendő anyósa nyomására hivatalosan is eljegyzi Victoriát, ami ismét nagyon fájdalmas hír Evanak. Ennek a hírnek Daniel lánya, Laurita sem örül, hiszen ő sem szereti apja leendő feleségét. Laurita is inkább Evat tudná elképzelni apja oldalán. Vajon mi lesz ennek a történetnek a vége, megtalálják a boldogságot?
|  | Itt a vége a cselekmény részletezésének! |

## Szereplők
| Színész(nő)             | Szerepnév                   | Megjegyzés                                                                  | Magyar hangok      |
| ----------------------- | --------------------------- | --------------------------------------------------------------------------- | ------------------ |
| Blanca Soto             | Eva González Aldana         | Deborah és Ismael lánya, Alicia testvére                                    | Ruttkay Laura      |
| Guy Ecker               | Daniel Villanueva           | Laurita és Pablito édesapja                                                 | Forgács Péter      |
| Julián Gil              | Leonardo Arismendi Castro   | El Gallo és Marcela fia                                                     | Láng Balázs        |
| Susana Dosamantes       | Marcela Castro de Arismendi | Julio felesége, Leonardo édesanyja                                          | Illyés Mari        |
| Vanessa Villela         | Victoria Arismendi Castro   | Julio és Justa lánya, Marcela "adoptált" lánya, Daniel menyasszonya         | Zakariás Éva       |
| Jorge Lavat             | Julio Arismendi             | Marcela férje, Leonárdo nevelőapja, Victoria édesapja                       | Fülöp Zsigmond     |
| Lupita Ferrer           | Justa Valdez                | Panzió tulajdonos, Victoria édesanyja, Ricardo felesége, Renata féltestvére | Szórádi Erika      |
| Anna Silvetti           | Renata Cuervo               | Házvezetőnő az Arismendi-házban, Victoria nagynénje, Justa féltestvére      | Zsurzs Kati        |
| Sofía Lama              | Alicia González             | Deborah és Ismael lánya, Eva testvére                                       | Bogdányi Titanilla |
| Harry Geithner          | Francisco Conti             | Daniel sofőrje                                                              | Seder Gábor        |
| Frances Ondiviela       | Deborah Aldana González     | Eva és Alicia édesanyja                                                     | Náray Erika        |
| Eduardo Ibarrola        | Ismael González             | Eva és Alicia édesapja                                                      | Koroknay Géza      |
| José Guillermo Cortines | Bruno Lombardi              | Leonardo barátja                                                            | Pál Tamás          |
| Alejandro Chabán        | Tony Santana                | A Valdez-panzió lakója, Victoria sofőrje                                    | Pálmai Szabolcs    |
| Ana Carolina da Fonseca | Violeta                     | Táncosnő, Marisol barátnője                                                 |                    |
| Greidys Gil             | Claudia                     | Leonardo barátnője                                                          | Hámori Eszter      |
| Franklin Virgüez        | "El Gallo"                  | Bártulajdonos, Leonardo biológiai apja                                      | Presits Tamás      |
| Sonia Noemí             | Matilde González            | Ismael testvére, Eva és Alicia nagynénje                                    | Frajt Edit         |
| Daniela Schmidt         | Marisol Martínez            | Táncosnő, Eva és Alicia barátnője                                           | Sági Tímea         |
| Carlos Ferro            | Carlos Maldonado            | Pincér                                                                      | Joó Gábor          |
| Raúl Xiques             | Don Ricardo                 | A Valdez-panzió lakója, Justa férje                                         | Várkonyi András    |
| Gabriela Borges         | Laura "Laurita" Villanueva  | Daniel lánya, Pablo testvére                                                | Hermann Lilla      |
| Christian Vega          | Adrián Reyes                | Thomas fia                                                                  | Bogdán Gergő       |
| Leticia Morales         | Jackie                      | Laura dadája                                                                | Sánta Annamária    |
| Carlos Yustis           | Thomas Reyes                | A Valdez-panzió lakója, Adrián édesapja                                     | Fehér Péter        |
| Alberto Salaberri       | Giorgo                      | Marcela titkára                                                             |                    |
| Liz Coleandro           | Aurelia                     | Cseléd az Arizmendi-házaban                                                 |                    |
| Silvia Priscila Perales | Liliana Solis               | Leonardo barátnője                                                          | Csuha Bori         |
| Vanessa Lotero          | María                       | Titkárnő az Arismendi-cégnél                                                |                    |
| Beatriz Shantal         | Rita                        | Ápolónő                                                                     |                    |
| Kari Musa               | Rosaura Cruz                | Titkárnő az Arismendi-cégnél, Bruno unokatestvére                           | Pap Kati           |
| Marta González          | Lucy                        | Reklámtervező az Arismendi-cégnél                                           |                    |
| Jenni Rivera            | Jenni                       | Énekesnő, vendég Eva és Daniel esküvőjén                                    |                    |
| Héctor Fuentes          | Reyes                       | Rendőr                                                                      |                    |

## Érdekességek
- Jorge Lavat-nak ez volt az utolsó szerepe, a színész nem sokkal a forgatás befejezése után, 2011. szeptember 14-én 78 éves korában elhunyt szívelégtelenségben.
- Anna Silvetti és Vanessa Villela már játszottak együtt korábban a 2005-ös Második élet című telenovellában.
- Guy Ecker és Susana Dosamantes ismét együtt játszanak a Csók és csata című sorozatban, amelyben szintén főszerepeket alakítanak.

## Fordítás
- Ez a szócikk részben vagy egészben  az   Eva Luna című angol Wikipédia-szócikk fordításán alapul.  Az eredeti cikk szerkesztőit annak laptörténete sorolja fel. Ez a jelzés csupán a megfogalmazás eredetét és a szerzői jogokat jelzi, nem szolgál a cikkben szereplő információk forrásmegjelöléseként.